# Bergem
Bergem (luxemburgisch Biergemⓘ, französisch Bergem) ist eine Ortschaft in der luxemburgischen Gemeinde Monnerich mit 1534 Einwohnern (Stand: 2018). Es ist das Nachbardorf von Steinbrücken und besitzt eine kleine Kirche mit Friedhof.
Das Dorf wird von der Hauptstraße Grand-Rue durchzogen, die Bettemburg und Steinbrücken miteinander verbindet.